# Liste des phares à Sainte-Hélène
Voici une liste des phares à Sainte-Hélène,.

## Phares
| Nom                              | Image | Année Construction | Localisation et coordonnées           | Signal lumineux | Hauteur focale | Référence NGA | Référence Amirauté | Portée        |
| -------------------------------- | ----- | ------------------ | ------------------------------------- | --------------- | -------------- | ------------- | ------------------ | ------------- |
| James Bay Range Front Lighthouse |       | n/a                | 15° 55′ 34,5″ S, 5° 43′ 14,3″ O (NGA) | Fl G 3s.        | 143 m          | 26100         | D4904              | 3 NM (6 km)   |
| James Bay Range Rear Lighthouse  |       | n/a                | 15° 55′ 34,5″ S, 5° 43′ 14,3″ O       | Iso G 8s.       | 170 m          | 26104         | D4904.1            | 3 NM (6 km)   |
| Buttermilk Point Lighthouse      |       | n/a                | 15° 54′ 21,6″ S, 5° 42′ 17,7″ O       | Fl (2) W 10s.   | 37 m           | 26112         | D4908              | 10 NM (19 km) |